# Ant és Dec
Anthony David McPartlin (1975. november 18.) és Declan Joseph Oliver Donelly (1975. szeptember 25.) Ant és Dec néven ismert angol televíziós műsorvezető és komikus pár Newcastle upon Tyne városából.
Először tizenhárom évesen találkoztak a BBC Byker Grove című sorozatában, ahol az általuk játszott szereplők, PJ és Duncan, szobatársak voltak. Ant és Dec hamar jó barátok lettek. 1994-ben PJ & Duncan néven jelent meg első zenei albumuk Psyche címen, amit még két lemez követett, Top Katz (1995) és The Cult of Ant & Dec (1997). Legismertebb számuk az 1994-es Let's Get Ready to Rhumble.
Eközben sikeres televíziós műsorvezetőkké váltak. Olyan műsorok házigazdái voltak, mint az SMTV Live, Friends Like These, Pop Idol, Ant & Dec's Saturday Night Takeaway, a brit Celeb vagyok, ments ki innen!, PokerFace, Push the Button, Britain's Got Talent, Red or Black?, Text Santa. 2005-ben leforgatták első filmjüket UFO-boncolás (Alien Autopsy) címmel, amely 2 millió fontos bevételt hozott, és az első héten első helyet ért el a DVD/Video listán. Vendégszerepeltek az angol The Likely Lads és az Igazából szerelem című filmben. 2001 óta minden évben ők nyerték a National Television Awards legnépszerűbb szórakoztató műsorvezető díját. Legutóbb 2020 januárjában vihették haza a szobrot. 2009-ben jelent meg életrajzi könyvük Oh What A Lovely Pair címen.
Az Egyesült Királyságban rendkívül népszerű páros viaszszobra megtekinthető Madame Tussaud londoni panoptikumában.

## Fordítás
Ez a szócikk részben vagy egészben  az   Ant & Dec című angol Wikipédia-szócikk fordításán alapul.  Az eredeti cikk szerkesztőit annak laptörténete sorolja fel. Ez a jelzés csupán a megfogalmazás eredetét és a szerzői jogokat jelzi, nem szolgál a cikkben szereplő információk forrásmegjelöléseként.